# Montilly-sur-Noireau
Montilly-sur-Noireau là một xã thuộc tỉnh Orne trong vùng Normandie tây bắc nước Pháp. Xã này nằm ở khu vực có độ cao trung bình 85 mét trên mực nước biển.